# ニーンブルク/ヴェーザー郡
ニーンブルク/ヴェーザー郡 (ドイツ語: Landkreis Nienburg/Weser) は、ドイツ連邦共和国ニーダーザクセン州中部、ヴェーザー川中流域に存在する郡である。西はディープホルツ郡、北はフェルデン郡、東はハイデクライス郡およびハノーファー広域連合、南はシャウムブルク郡およびノルトライン＝ヴェストファーレン州ミンデン＝リュベッケ郡と境を接している。

## 歴史
1885年に、ホーヤ伯領のニーンブルク管区と自治都市ニーンブルクが合併してプロイセン領のニーンブルク郡が成立した。
現在の郡域は1977年の地域・行政改革によってグラーフシャフト・ホーヤ郡の東部と廃止されたノイシュタット・アム・リューベンベルゲ郡に属すローデヴァルトとがニーンブルク/ヴェーザー郡に合併することで成立した。一方、それまでニーンブルク郡に属していたヴィーデンザールはシャウムブルク郡に移管された。ザムトゲマインデ・グラーフシャフト・ホーヤとザムトゲマインデ・アイストルプは合併が予定されている。合併は2011年1月1日に発効する。新しいザムトゲマインデ（集合自治体）は「ザムトゲマインデ・グラーフシャフト・ホーヤ」の名前を引き継ぐことになっている。

## 行政

### 議会
2021年9月12日の郡議会議員選挙以降、ニーンブルク/ヴェーザー郡の郡議会の政党別議席数は以下の通り。
| 政党      | 得票率 (%) | 議席数  |
| --------- | ---------- | ------- |
| CDU       | 39.65      | 18      |
| SPD       | 27.34      | 13      |
| GRÜNE     | 12.80      | 6       |
| AfD       | 5.17       | 2       |
| WG        | 5.69       | 3       |
| FDP       | 5.70       | 3       |
| DIE LINKE | 2.22       | 1       |
| その他    | 1.42       | 0       |
| 計        | 100.0      | 46      |
| 投票率    | 56.63 %    | 56.63 % |

### 首長
ニーンブルク/ヴェーザー郡の郡長は、2011年11月1日からデトレフ・コールマイアー（無所属）が務めている。

### 紋章
上下二分割。下部はさらに左右二分割。上部は赤地で、斜め十字に組み合わされた2つの馬の頭部。これは郡内の農家の破風によく見られる意匠である。下部向かって左は金地に赤い爪を持つ黒いクマの腕で、これはホーヤ伯を示している。下部向かって右は青地に銀の水牛の角。これはヴェルペ伯を表している。

## 経済と社会資本

### 企業
ニーンブルク市には動物飼料産業やガラス産業の会社がある。また郡内にいくつかの基地を持つドイツ連邦軍も重要な経済ファクターである。特にニーンブルクのランゲンダム市区には大規模な基地がある。さらに、ニーンブルクには化学産業の工場もある。

### 社会施設
ニーンブルクとシュトルツェナウには、レーン病院連盟に属すミッテルヴェーザー病院がある。かつてホーヤにあった病院は閉鎖されている。

### 交通

#### 船舶
ヴェーザー川を利用した内陸航路が郡を南北に貫いている。

#### 道路
以下の連邦道が郡内を走っている。
- B6号線: クックスハーフェン - ゲルリッツ（ブレーメンやハノーファーを経由する）
- B61号線: ブレーメン - ルール地方
- B214号線: リンゲン - ブラウンシュヴァイク
- B215号線: ローテンブルク (ヴュンメ) - グリッセン（シュトルツェナウ）
- B441号線: ウフテ - ハノーファー
- B482号線: レーゼ - フロートー

さらに、L349号線やL351号線をはじめとする何本かの州道が郡内を通っている。

#### 鉄道
郡庁所在地のニーンブルクは、ハノーファー国営鉄道が建設し、1847年に開業した鉄道ブレーメン - ハノーファー線によって鉄道網に組み込まれた。この路線から2本の支線が分岐した。1910年にプロイセン国営鉄道が開通させたラーデン - ニーンブルク線と、1921/22年にドイツ帝国鉄道が建設したズリンゲンやディープホルツへ横断する路線である。
国営鉄道がウフテに到達する以前、1898/99年にこの町には2つの狭軌鉄道が造られていた。ペータースハーゲンを経由してミンデンまでのミンデナー・クライスバーンと、レーブルク＝ロックムを経由してヴンストルフに至るシュタインフーダー・メーア鉄道である。後者はレーゼ＝シュトルツェナウでドイツ帝国鉄道のニーンブルク＝ミンデン線と交差し、1921年からはシュタットハーゲン行きの支線も設けられた。
幹線鉄道ブレーメン - ハノーファー線からアイストルプで分岐する路線もあった。1881年にホーヤ鉄道会社が建設した路線で、ヴェーザー川右岸をホーヤ旧駅まで運行した。1912年にはヴェーザー川左岸に造られたクライン鉄道のホーヤ駅に乗り入れるために初めてヴェーザー川を渡った。ホーヤ駅で狭軌のクライン鉄道ホーヤ - ジーケ - アーゼンドルフ線に接続した。この路線は1900年にジーケまで、1905年にビュッケンまで開通していた。ただし、ホーヤ - ジーケへの直通列車が運行されるようになったのは、この2つの会社が1962/63年に合併してグラーフシャフト・ホーヤ交通会社となって以後であった。
郡内の鉄道の総延長は227kmあったが、現在運行しているのは73kmである。この他に32kmが保存鉄道となっている。
廃線の状況は以下の通りである。
- 1935年: レーブルク・シュタット - シュトルツェナウ - ウフテ Klb. (28km)
- 1960年: ホーヤ - ビュッケン (3km)
- 1961年: レーゼ＝シュトルツェナウ - ミュンヘハーゲン（ - シュタットハーゲン） (15km)
- 1964年: （ヴンストルフ - ）バート・レーブルク・シュタット (7km)
- 1968年: ニーンブルク - ウフテ（ - ラーデン） (59km)
- 1969年: ニーンブルク - ヴィーツェン（ - ズリンゲン - ディープホルツ） (17km)
- 1972年: アイストルプ - ホーヤ - ホーヤハーゲン（ - ジーケ） (14km)
- 1973年: （トッテンハウゼン - ）ハリーンシュテット - ウフテ (10km)

幹線鉄道ブレーメン - ハノーファー線はノルトダイヒ（ノルデン） - エムデン - ブレーメン中央駅 - ハノーファー中央駅と経由するレギオナルエクスプレスが運行している。ニーンブルクには、オルデンブルク - ハノーファー - マクデブルク - ライプツィヒ/ベルリンと経由するインターシティーが2時間ごとに発着する。また、ニーンブルク/ヴェーザー駅はハノーファー中央駅 - ハステに接続するハノーファーSバーン - 2の終着駅である。
ニーンブルク - ミンデン線のレーゼ＝シュトルツェナウとペータースハーゲン＝ラーデとの間は、平日にはビーレフェルト行きのレギオナルエクスプレス 78「ポルタ＝エクスプレス」が2時間ごとに運行している。日曜・祝祭日にはハンブルク方面に接続するヴェーザー＝アラー鉄道（ローテンブルク (ヴュンメ) - フェルデン - ミンデン）が2時間ごとに運行している。

## 市町村
| アインハイツゲマインデ（単一自治体） - ニーンブルク/ヴェーザー (Nienburg/Weser 32,423)、都市 - レーブルク＝ロックム (Rehburg-Loccum 10,188)、都市 - シュタイアーベルク (Steyerberg 5,278)、フレッケン ザムトゲマインデ（集合自治体、本部所在地に*） - ザムトゲマインデ・グラーフシャフト・ホーヤ (Samtgemeinde Grafschaft Hoya 17,298) - ビュッケン (Bücken 2,125)、フレッケン - アイストルプ (Eystrup 3,580) - ガンデスベルゲン (Gandesbergen 532) - ヘーメルハウゼン (Hämelhausen 573) - ハッセル (ヴェーザー) (Hassel (Weser) 1,839) - ヒルガーミッセン (Hilgermissen 2,091) - ホーヤ* (Hoya 4,020)、都市 - ホーヤーハーゲン (Hoyerhagen 997) - シュヴェリンゲン (Schweringen 833) - ヴァルペ (Warpe 708) - ザムトゲマインデ・ヘームゼン (Samtgemeinde Heemsen 6,386) - ドラーケンブルク (Drakenburg 1,830)、フレッケン - ハスベルゲン (Haßbergen 1,687) - ヘームゼン (Heemsen 1,754) - ロールゼン* (Rohrsen 1,115) - ザムトゲマインデ・ミッテルヴェーザー (Samtgemeinde Landesbergen 16,226) - エストルフ (Estorf 1,736) - フーズム (Husum 2,342) - ランデスベルゲン (Landesbergen 2,734) - レーゼ (Leese 1,721) - シュトルツェナウ* (Stolzenau 7,693) - ザムトゲマインデ・シュタインプケ (Samtgemeinde Steimbke 7,283) - リンスブルク (Linsburg 998) - ローデヴァルト (Rodewald 2,599) - シュタインプケ* (Steimbke 2,420) - シュテックゼ (Stöckse 1,266) | - ザムトゲマインデ・ウフテ (Samtgemeinde Uchte 14,066) - ディーペナウ (Diepenau 3,979)、フレッケン - ラッデストルフ (Raddestorf 1,815) - ウフテ* (Uchte 5,064)、フレッケン - ヴァルムゼン (Warmsen 3,208) - ザムトゲマインデ・ヴェーザー＝アウエ (Samtgemeinde Weser-Aue 14,740) - バルゲ (Balge 1,686) - ビンネン (Binnen 1,010) - リーベナウ (Liebenau 3,926)、フレッケン - マルクローエ* (Marklohe 4,771) - ペンニヒゼール (Pennigsehl 1,230) - ヴィーツェン (Wietzen 2,117) |

人口は 2023年12月31日 時点の数値である。
フレッケン (Flecken) は、ゲマインデ（町村）のなかでも古くから市場の開催権や一定の自治権を有していた町を指す。